# ماونت پلزنت (تگزاس)
ماونت پلزنت، تگزاس (به انگلیسی: Mount Pleasant, Texas) یک شهر در ایالات متحده آمریکا با جمعیت ۱۵٬۵۶۴ نفر است که در تگزاس واقع شده‌است.

## موقعیت جغرافیایی
موقعیت جغرافیایی شهرها و مناطق اطراف به شرح زیر است: